# Tàngara gorjagroga
La tàngara gorjagroga (Iridosornis analis) és un ocell de la família dels tràupids (Thraupidae).

## Hàbitat i distribució
Habita les espesures de matolls i clars del bosc dels Andes al sud-oest de Colòmbia, est de l'Equador i est del Perú.